# Panicoideae
Panicoideae, biljna potporodica u porodici travovki. Postoji desetak tribusa.

## Opis
Ova podporodica od 203 roda i 3603 vrste tradicionalno je podijeljena na dva velika plemena Paniceae i Andropogoneae, pri čemu prva predstavlja oko 32% potporodice, a potonja oko 68% (Simon, 2007b). Dva su plemena tradicionalno odvojena na temelju niza dijagnostičkih morfoloških obilježja. Andropogoneae imaju uparene klasiće, s jednim sjedećim i obično dvospolnim te s koljenastom i dlakavom osi, a drugi s peteljkom, obično staminiranim i raspoređenim u modificirane grozdove poznate kao rame. Paniceae obično imaju klasiće koji nisu upareni, ili ako jesu, općenito su oboje s peteljkama, ponekad nejednaki, i slične spolnosti; ako su osje prisutne u Paniceae nisu koljenaste i dlakave. Iako se skupovi znakova koji razlikuju Andropogoneae od Paniceae čine karakterističnim, oni nisu potpuno jedinstveni (sinapomorfni), jer je poznato da se pojavljuju u barem nekim Paniceae (Matthews et al. 2002).

## Tribusi
1. Tribus temeljna klada
  1. Alloeochaete C. E. Hubb. (6 spp.)
  2. Dichaetaria Nees ex Steud. (1 sp.)
2. Tribus Thysanolaeneae C. E. Hubb.
  1. Thysanolaena Nees (1 sp.)
3. Tribus Cyperochloeae L. Watson & Dallwitz ex Sánchez-Ken & L. G. Clark
  1. Cyperochloa Lazarides & L. Watson (1 sp.)
  2. Spartochloa C. E. Hubb. (1 sp.)
4. Tribus Centotheceae Ridl.
  1. Megastachya P. Beauv. (2 spp.)
  2. Centotheca Desv. (4 spp.)
5. Tribus Chasmanthieae W. V. Br. & D. N. Sm. ex Sánchez-Ken & L. G. Clark
  1. Chasmanthium Link (6 spp.)
  2. Bromuniola Stapf & C. E. Hubb. (1 sp.)
6. Tribus Zeugiteae Sánchez-Ken & L. G. Clark
  1. Chevalierella A. Camus (1 sp.)
  2. Lophatherum Brongn. (2 spp.)
  3. Orthoclada P. Beauv. (2 spp.)
  4. Zeugites P. Browne (11 spp.)
  5. Pohlidium Davidse, Soderstr. & R. P. Ellis (1 sp.)
7. Tribus Steyermarkochloeae Davidse & Ellis
  1. Steyermarkochloa Davidse & Ellis (1 sp.)
  2. Arundoclaytonia Davidse & R. P. Ellis (2 spp.)
8. Tristachyideae Sánchez-Ken & L. G. Clark
  1. Danthoniopsis Stapf (16 spp.)
  2. Gilgiochloa Pilg. (1 sp.)
  3. Loudetia Hochst. (23 spp.)
  4. Trichopteryx Nees (5 spp.)
  5. Loudetiopsis Conert (11 spp.)
  6. Dilophotriche (C. E. Hubb.) Jacq.-Fél. (3 spp.)
  7. Tristachya Nees (23 spp.)
  8. Zonotriche (C. E. Hubb.) J. B. Phipps (3 spp.)
9. Tribus Gynerieae Sánchez-Ken & L. G. Clark
  1. Gynerium Willd. ex P. Beauv. (1 sp.)
10. Tribus Lecomtelleae Potztal
  1. Lecomtella A. Camus (1 sp.)
11. Tribus Paniceae R. Br.
  1. Subtribus Anthephorinae Benth.
    1. Anthephora Schreb. (12 spp.)
    2. Chaetopoa C. E. Hubb. (2 spp.)
    3. Chlorocalymma Clayton (1 sp.)
    4. Digitaria Haller (255 spp.)
    5. Trichachne Nees (16 spp.)
    6. Leptoloma Chase (8 spp.)
    7. Tarigidia Stent (2 spp.)
    8. Taeniorhachis Cope (1 sp.)
    9. Thyridachne C. E. Hubb. (1 sp.)
    10. Trachys Pers. (4 spp.)

  2. Subtribus Dichantheliinae Zuloaga
    1. Adenochloa Zuloaga (14 spp.)
    2. Dichanthelium (Hitchc. & Chase) Gould (108 spp.)

  3. Subtribus Boivinellinae Pilg.
    1. Acroceras Stapf (18 spp.)
    2. Alloteropsis J. Presl (5 spp.)
    3. Amphicarpum Raf. (2 spp.)
    4. Pseudechinolaena Stapf (5 spp.)
    5. Cyphochlaena Hack. (2 spp.)
    6. Poecilostachys Hack. (11 spp.)
    7. Oplismenus P. Beauv. (14 spp.)
    8. Cyrtococcum Stapf (15 spp.)
    9. Entolasia Stapf (6 spp.)
    10. Lasiacis (Griseb.) Hitchc. (15 spp.)
    11. Mayariochloa Salariato, Morrone & Zuloaga (1 sp.)
    12. Parodiophyllochloa Zuloaga & Morrone (6 spp.)
    13. Morronea Zuloaga & Scataglini (6 spp.)
    14. Pseudolasiacis (A. Camus) A. Camus (3 spp.)
    15. Microcalamus Franch. (1 sp.)
    16. Chasechloa A. Camus (3 spp.)
    17. Ottochloa Dandy (3 spp.)
    18. Echinochloa P. Beauv. (40 spp.)

  4. Subtribus Neurachninae Clayton & Renvoize
    1. Ancistrachne S. T. Blake (3 spp.)
    2. Neurachne R. Br. (8 spp.)
    3. Thyridolepis S. T. Blake (3 spp.)

  5. Subtribus Cleistochloinae E. J. Thomps.
    1. Cleistochloa C. E. Hubb. (2 spp.)
    2. Calyptochloa C. E. Hubb. (4 spp.)
    3. Dimorphochloa S. T. Blake (1 sp.)
    4. Simonachne E. J. Thomps. (1 sp.)

  6. Subtribus incertae sedis
    1. Homopholis C. E. Hubb. (1 sp.)
    2. Walwhalleya Wills & J. J. Bruhl (4 spp.)

  7. Subtribus Melinidinae Stapf
    1. Chaetium Nees (3 spp.)
    2. Eccoptocarpha Launert (1 sp.)
    3. Eriochloa Kunth (35 spp.)
    4. Panicum auct. (1 sp.)
    5. Rupichloa Salariato & Morrone (2 spp.)
    6. Thuarea Pers. (2 spp.)
    7. Urochloa P. Beauv. (98 spp.)
    8. Brachiaria (Trin.) Griseb. (42 spp.)
    9. Scutachne Hitchc. & Chase (1 sp.)
    10. Megathyrsus (Pilg.) B. K. Simon & S. W. L. Jacobs (3 spp.)
    11. Yvesia A. Camus (1 sp.)
    12. Leucophrys Rendle (1 sp.)
    13. Melinis P. Beauv. (23 spp.)
    14. Moorochloa Veldkamp (3 spp.)
    15. Tricholaena Schrad. (4 spp.)

  8. Subtribus Panicinae Fr.
    1. Panicum L. (275 spp.)
    2. Cnidochloa Zuloaga (1 sp.)
    3. Yakirra Lazarides & R. D. Webster (7 spp.)
    4. Arthragrostis Lazarides (4 spp.)
    5. Louisiella C. E. Hubb. & J. Léonard (3 spp.)

  9. Subtribus Cenchrinae Dumort.
    1. Stenotaphrum Trin. (8 spp.)
    2. Stereochlaena Hack. (4 spp.)
    3. Streptolophus Hughes (1 sp.)
    4. Cenchrus L. (123 spp.)
    5. Acritochaete Pilg. (1 sp.)
    6. Alexfloydia B. K. Simon (1 sp.)
    7. Paractaenum P. Beauv. (2 spp.)
    8. Pseudochaetochloa Hitchc. (1 sp.)
    9. Zygochloa S. T. Blake (1 sp.)
    10. Hygrochloa Lazarides (2 spp.)
    11. Uranthoecium Stapf (1 sp.)
    12. Whiteochloa C. E. Hubb. (6 spp.)
    13. Chamaeraphis R. Br. (1 sp.)
    14. Pseudoraphis Griff. (8 spp.)
    15. Dissochondrus (Hillebr.) Kuntze ex Hack. (1 sp.)
    16. Xerochloa R. Br. (3 spp.)
    17. Panicum auct. (1 sp.)
    18. Spinifex L. (4 spp.)
    19. Setaria P. Beauv. (111 spp.)
    20. Paspalidium Stapf (32 spp.)
    21. Holcolemma Stapf & C. E. Hubb. (4 spp.)
    22. Setariopsis Scribn. & Millsp. (2 spp.)
    23. Ixophorus Schltdl. (1 sp.)
    24. Zuloagaea Bess (1 sp.)
    25. Paratheria Griseb. (2 spp.)

  10. Subtribus Paniceae incertae sedis
    1. Hydrothauma C. E. Hubb. (1 sp.)
    2. Hylebates Chippind. (2 spp.)
    3. Oryzidium C. E. Hubb. & Schweick. (1 sp.)
    4. Thedachloa S. W. L. Jacobs (1 sp.)
    5. Kellochloa Lizarazu, Nicola & Scataglini (2 spp.)
    6. Trichanthecium Zuloaga & Morrone (39 spp.)
    7. Sacciolepis Nash (29 spp.)
12. Tribus Paspaleae Rchb.
  1. Subtribus temeljna Paspaleae
    1. Reynaudia Kunth (1 sp.)

  2. Subtribus Paspalinae Griseb.
    1. Acostia Swallen (1 sp.)
    2. Axonopus P. Beauv. (93 spp.)
    3. Baptorhachis Clayton & Renvoize (1 sp.)
    4. Echinolaena Desv. (4 spp.)
    5. Gerritea Zuloaga, Morrone & Killeen (1 sp.)
    6. Ichnanthus P. Beauv. (26 spp.)
    7. Hildaea C. Silva & R. P. Oliveira (6 spp.)
    8. Oedochloa C. Silva & R. P. Oliveira (9 spp.)
    9. Ocellochloa Zuloaga & Morrone (13 spp.)
    10. Paspalum L. (384 spp.)
    11. Anthaenantiopsis Mez ex Pilg. (4 spp.)
    12. Aakia J. R. Grande (1 sp.)
    13. Osvaldoa J. R. Grande (1 sp.)
    14. Hopia Zuloaga & Morrone (1 sp.)
    15. Renvoizea Zuloaga & Morrone (10 spp.)
    16. Streptostachys Desv. (2 spp.)
    17. Anthaenantia P. Beauv. (4 spp.)

  3. Subtribus Otachyriinae Butzin
    1. Hymenachne P. Beauv. (16 spp.)
    2. Otachyrium Nees (8 spp.)
    3. Steinchisma Raf. (8 spp.)
    4. Plagiantha Renvoize (1 sp.)
    5. Rugoloa Zuloaga (3 spp.)

  4. Subtribus Arthropogoninae Butzin
    1. Apochloa Zuloaga & Morrone (15 spp.)
    2. Arthropogon Nees (5 spp.)
    3. Altoparadisium Filg., Davidse, Zuloaga & Morrone (2 spp.)
    4. Canastra Morrone, Zuloaga, Davidse & Filg. (2 spp.)
    5. Homolepis Chase (5 spp.)
    6. Oplismenopsis Parodi (1 sp.)
    7. Phanopyrum (Raf.) Nash (1 sp.)
    8. Stephostachys Zuloaga & Morrone (1 sp.)
    9. Cyphonanthus Zuloaga & Morrone (1 sp.)
    10. Oncorachis Morrone & Zuloaga (2 spp.)
    11. Coleataenia Griseb. (14 spp.)
    12. Triscenia Griseb. (1 sp.)
    13. Keratochlaena Morrone & Zuloaga (1 sp.)
    14. Mesosetum Steud. (28 spp.)
    15. Tatianyx Zuloaga & Soderstr. (1 sp.)
13. Tribus Arundinelleae Stapf
  1. Arundinella Raddi (57 spp.)
  2. Garnotia Brongn. (29 spp.)
14. Tribus Jansenelleae Voronts.
  1. Jansenella Bor (2 spp.)
  2. Chandrasekharania V. J. Nair, V. S. Ramach. & Sreek. (1 sp.)
15. Tribus Andropogoneae Dumort.
  1. Subtribus incertae sedis
    1. Thelepogon Roth ex Roem. & Schult. (1 sp.)
    2. Lasiurus Boiss. (2 spp.)

  2. Subtribus Arthraxoninae Benth.
    1. Arthraxon P. Beauv. (19 spp.)

  3. Subtribus Tripsacinae Dumort.
    1. Zea L. (5 spp.)
    2. Tripsacum L. (16 spp.)

  4. Subtribus Chionachninae Clayton
    1. Chionachne R. Br. (10 spp.)
    2. Trilobachne Schenck ex Henrard (1 sp.)

  5. Subtribus Rhytachninae Welker & E.A.Kellogg
    1. Vossia Wall. & Griff. (1 sp.)
    2. Oxyrhachis Pilg. (1 sp.)
    3. Rhytachne Desv. (11 spp.)
    4. Loxodera Launert (5 spp.)
    5. Urelytrum Hack. (10 spp.)

  6. Subtribus Chrysopogoninae Welker & E.A.Kellogg
    1. Chrysopogon Trin. (50 spp.)

  7. Subtribus incertae sedis
    1. Parahyparrhenia A. Camus (7 spp.)
    2. Eriochrysis P. Beauv. (11 spp.)

  8. Subtribus incertae sedis
    1. Microstegium Nees (19 spp.)
    2. Leptatherum Nees (4 spp.)
    3. Sehima Forssk. (6 spp.)
    4. Kerriochloa C. E. Hubb. (1 sp.)
    5. Pogonachne Bor (1 sp.)
    6. Elionurus Humb. & Bonpl. ex Willd. (17 spp.)

  9. Subtribus Rottboelliinae J. Presl
    1. Coix L. (4 spp.)
    2. Rottboellia L. fil. (12 spp.)
    3. Chasmopodium Stapf (2 spp.)

  10. Subtribus incertae sedis
    1. Tripidium H. Scholz (7 spp.)

  11. Subtribus Ratzeburgiinae Hook. fil.
    1. Thyrsia Stapf (1 sp.)
    2. Ratzeburgia Kunth (1 sp.)
    3. Mnesithea Kunth (24 spp.)
    4. Eremochloa Buse (13 spp.)
    5. Glyphochloa Clayton (13 spp.)
    6. Hackelochloa Kuntze (1 sp.)
    7. Phacelurus Griseb. (8 spp.)
    8. Manisuris L. (1 sp.)
    9. Hemarthria R. Br. (13 spp.)
    10. Heteropholis C. E. Hubb. (5 spp.)
    11. Thaumastochloa C. E. Hubb. (8 spp.)

  12. Subtribus Ischaeminae J. Presl
    1. Eulaliopsis Honda (2 spp.)
    2. Andropterum Stapf (1 sp.)
    3. Dimeria R. Br. (57 spp.)
    4. Ischaemum L. (92 spp.)

  13. Subtribus Apludinae Hook. fil.
    1. Polytrias Hack. (1 sp.)
    2. Homozeugos Stapf (6 spp.)
    3. Trachypogon Nees (5 spp.)
    4. Sorghastrum Nash (23 spp.)
    5. Asthenochloa Buse (1 sp.)
    6. Eulalia Kunth (31 spp.)
    7. Pseudopogonatherum A. Camus (6 spp.)
    8. Apluda L. (1 sp.)

  14. Subtribus Germainiinae Clayton
    1. Imperata Cirillo (12 spp.)
    2. Pogonatherum P. Beauv. (4 spp.)
    3. Germainia Balansa & Poitr. (8 spp.)
    4. Apocopis Nees (16 spp.)
    5. Lophopogon Hack. (3 spp.)

  15. Subtribus Sorghinae Bluff, Nees & Schauer ex Clayton & Renvoize
    1. Cleistachne Benth. (1 sp.)
    2. Sarga Ewart (9 spp.)
    3. Lasiorrhachis (Hack.) Stapf (3 spp.)
    4. Sorghum Moench (24 spp.)

  16. Subtribus Saccharinae Griseb.
    1. Pseudosorghum A. Camus (1 sp.)
    2. Saccharum L. (26 spp.)
    3. Miscanthus Andersson (19 spp.)
    4. Narenga Burkill (2 spp.)

  17. Subtribus Anthistiriinae J. Presl
    1. Jardinea Steud. (2 spp.)
    2. Heteropogon Pers. (5 spp.)
    3. Eremopogon (Hack.) Stapf (1 sp.)
    4. Cymbopogon Spreng. (59 spp.)
    5. Themeda Forssk. (33 spp.)
    6. Iseilema Andersson (27 spp.)
    7. Euclasta Franch. (2 spp.)
    8. Bothriochloa Kuntze (38 spp.)
    9. Dichanthium Willemet (23 spp.)
    10. Capillipedium Stapf (21 spp.)

  18. Subtribus Andropogoninae J. Presl
    1. Andropogon L. (123 spp.)
    2. Hyparrhenia Andersson ex E. Fourn. (59 spp.)
    3. Schizachyrium Nees (68 spp.)
    4. Diectomis P. Beauv. (2 spp.)
    5. Diheteropogon (Hack.) Stapf (4 spp.)
    6. Bhidea Stapf ex Bor (3 spp.)
    7. Anadelphia Hack. (15 spp.)
    8. Elymandra Stapf (6 spp.)
    9. Monocymbium Stapf (3 spp.)
    10. Exotheca Andersson (1 sp.)
    11. Hyperthelia Clayton (6 spp.)

  19. Subtribus nesmješteni Andropogoneae
    1. Agenium Nees (4 spp.)
    2. Clausospicula Lazarides (1 sp.)
    3. Lakshmia Veldkamp (1 sp.)
    4. Pseudanthistiria (Hack.) Hook. fil. (3 spp.)
    5. Pseudodichanthium Bor (1 sp.)
    6. Spathia Ewart (1 sp.)
    7. Spodiopogon Trin. (17 spp.)
    8. Triplopogon Bor (1 sp.)
    9. Veldkampia Ibaragi & Shiro Kobay. (1 sp.)